# Пивовар, Пелагея Исидоровна
Пелагея Исидоровна Пивовар (1909, село Богоявленка, Мариупольский уезд, Екатеринославская губерния, Российская империя — неизвестно, село Доброволье, Волновахский район, Донецкая область, Украинская ССР) — звеньевая колхоза «Червоний колос» Марьинского района Донецкой области, Украинская ССР. Герой Социалистического Труда (1950).

## Биография
Родилась в 1909 году в крестьянской семье в селе Богоявленка Мариупольского уезда. С раннего возраста трудилась в сельском хозяйстве. В послевоенные годы — звеньевая полеводческого звена колхоза «Червоний колос» Марьинского района.
В 1949 году звено под её руководством собрало в среднем с каждого гектара по 25 центнеров подсолнечника на участке площадью 10,6 гектаров. Указом Президиума Верховного Совета СССР от 2 июня 1950 года удостоена звания Героя Социалистического Труда за «получение высоких урожаев пшеницы и подсолнечника в 1949 году» с вручением ордена Ленина и золотой медали «Серп и Молот» (№ 5026).
Этим же указом званием Героя Социалистического Труда была награждена звеньевая колхоза «Червоний колос» Наталия Григорьевна Наумова.
В 1950 году колхоз «Червоний колос» объединился с колхозом имени Кирова с центральной усадьбой в селе Доброволье Волновахского района. Продолжала трудиться в колхозе имени Кирова до выхода на пенсию.
С 1967 года — персональный пенсионер союзного значения. Проживала в селе Доброволье. Дата смерти не установлена.